# Olympische Sommerspiele 1984/Teilnehmer (Japan)
| Gelbes Symbol für Goldmedaillen mit stilisierten Olympischen Ringen | Graues Symbol für Silbermedaillen mit stilisierten Olympischen Ringen | Braundes Symbol für Bronzemedaillen mit stilisierten Olympischen Ringen |
| ------------------------------------------------------------------- | --------------------------------------------------------------------- | ----------------------------------------------------------------------- |
| 10                                                                  | 8                                                                     | 14                                                                      |

Japan nahm an den Olympischen Sommerspielen 1984 in Los Angeles mit einer Delegation von 226 Athleten (174 Männer und 52 Frauen) an 147 Wettkämpfen in 22 Sportarten teil. Fahnenträger bei der Eröffnungsfeier war der Leichtathlet Shigenobu Murofushi.

## Teilnehmer nach Sportarten

### Bogenschießen
| Männer - Takayoshi Matsushita Einzel: 4. Platz - Ichiro Shimamura Einzel: 52. Platz - Hiroshi Yamamoto Einzel: Bronze | Frauen - Hiroko Ishizu Einzel: 4. Platz - Minako Sato-Hokari Einzel: 10. Platz |

### Boxen
Männer
- Satoru Higashi
Federgewicht: 3. Runde

- Akinobu Hiranaka
Weltergewicht: 2. Runde

- Mamoru Kuroiwa
Halbfliegengewicht: Viertelfinale

- Kunihiro Miura
Halbweltergewicht: 2. Runde

- Chiharu Ogiwara
Halbmittelgewicht: 3. Runde

- Seiki Segawa
Fliegengewicht: 2. Runde

- Hiroaki Takami
Bantamgewicht: 3. Runde

### Fechten
| Männer - Nobuyuki Azuma Florett, Einzel: 20. Platz Florett, Mannschaft: 9. Platz - Yoshihiko Kanatsu Florett, Mannschaft: 9. Platz - Hidehachi Koyasu Florett, Mannschaft: 9. Platz - Tadashi Shimokawa Florett, Einzel: 36. Platz Florett, Mannschaft: 9. Platz - Kenichi Umezawa Florett, Einzel: 14. Platz Florett, Mannschaft: 9. Platz | Frauen - Miyuki Maekawa Florett, Einzel: 38. Platz Florett, Mannschaft: 8. Platz - Mieko Miyahara Florett, Einzel: 30. Platz Florett, Mannschaft: 8. Platz - Azusa Oikawa Florett, Einzel: 27. Platz Florett, Mannschaft: 8. Platz - Tomoko Oka Florett, Mannschaft: 8. Platz |

### Gewichtheben
Männer
- Takashi Ichiba
Bantamgewicht: 4. Platz

- Ryōji Isaoka
Leichtschwergewicht: Bronze

- Masahiro Kotaka
Bantamgewicht: Bronze

- Kazushito Manabe
Fliegengewicht: Bronze

- Hidemi Miyashita
Fliegengewicht: 4. Platz

- Yosuke Muraki-Iwata
Federgewicht: 5. Platz

- Yasushige Sasaki
Leichtgewicht: 6. Platz

- Choji Taira
Leichtgewicht: 5. Platz

- Kaoru Wabiko
Federgewicht: 4. Platz

### Handball
Männer
- 10. Platz

- Kader
Seimei Gamō
Takashi Ikenoue
Yasuo Ikoma
Hidetada Ito
Koji Matsui
Mitsuaki Nakamoto
Kiyoshi Nishiyama
Takahiro Ohata
Nobuo Sasaki
Kenzo Seki
Yoshihiro Shiga
Katsutoshi Taguchi
Seiichi Takamura
Yukihiko Uemura
Shinji Yamamoto

### Judo
Männer
- Shinji Hosokawa
Ultraleichtgewicht: Gold

- Yoshiyuki Matsuoka
Halbleichtgewicht: Gold

- Masato Mihara
Halbschwergewicht: 7. Platz

- Hidetoshi Nakanishi
Leichtgewicht: 5. Platz

- Seiki Nose
Mittelgewicht: Bronze

- Hitoshi Saito
Schwergewicht: Gold

- Hiromitsu Takano
Halbmittelgewicht: 5. Platz

- Yasuhiro Yamashita
Offene Klasse: Gold

### Kanu
Männer
- Kazumori Koike & Hisao Yanagisawa
Kajak-Zweier, 500 Meter: Hoffnungslauf
Kajak-Zweier, 1000 Meter: Hoffnungslauf

- Kiyoto Inoue
Canadier-Einer, 500 Meter: 6. Platz
Canadier-Einer, 1000 Meter: 8. Platz

- Shusei Fukuzato & Hiroyuki Izumi
Canadier-Zweier, 500 Meter: 8. Platz
Canadier-Zweier, 1000 Meter: Hoffnungslauf

### Leichtathletik
| Männer - Hiroki Fuwa 100 Meter: Viertelfinale 200 Meter: Vorläufe 4 × 400 Meter: Halbfinale - Yutaka Kanai 10.000 Meter: 7. Platz - Kazuhiro Mizoguchi Speerwurf: 20. Platz in der Qualifikation - Shigenobu Murofushi Hammerwurf: 14. Platz in der Qualifikation - Shigenori Omori 400 Meter Hürden: Vorläufe 4 × 400 Meter: Halbfinale - Takao Sakamoto Hochsprung: 15. Platz in der Qualifikation - Toshihiko Seko Marathon: 14. Platz - Hisatoshi Shintaku 10.000 Meter: 16. Platz - Shigeru Sō Marathon: 17. Platz - Takeshi Sō Marathon: 4. Platz - Tomomi Takahashi Stabhochsprung: kein gültiger Versuch im Finale - Susumu Takano 400 Meter: Halbfinale 4 × 400 Meter: Halbfinale - Yasushi Ueta Dreisprung: 22. Platz in der Qualifikation - Junichi Usui Weitsprung: 7. Platz - Masami Yoshida Speerwurf: 5. Platz - Ryoichi Yoshida 400 Meter Hürden: Halbfinale 4 × 400 Meter: Halbfinale | Frauen - Hisayo Fukumitsu Hochsprung: 17. Platz in der Qualifikation - Akemi Masuda Marathon: DNF - Emi Matsui Speerwurf: 14. Platz in der Qualifikation - Minori Mori Speerwurf: 16. Platz in der Qualifikation - Nanae Sasaki Marathon: 19. Platz - Megumi Sato Hochsprung: 18. Platz in der Qualifikation |

### Moderner Fünfkampf
Männer
- Daizou Araki
Einzel: 46. Platz
Mannschaft: 11. Platz

- Hiroyuki Kawazoe
Einzel: 29. Platz
Mannschaft: 11. Platz

- Shoji Uchida
Einzel: 28. Platz
Mannschaft: 11. Platz

### Radsport
| Männer - Akio Kuwazawa Punktefahren: Vorrunde - Katsuo Nakatake Sprint: 7. Runde - Tsutomu Sakamoto Sprint: Bronze 1000 Meter Zeitfahren: 13. Platz - Hitoshi Satō Punktefahren: Vorrunde - Matsuyoshi Takahashi Straßenrennen: 45. Platz - Akio Kuwazawa, Harumitsu Okada, Mitsugu Sarudate & Yoshihiro Tsumuraya 4000 Meter Mannschaftsverfolgung: 11. Platz | Frauen - Wakako Abe Straßenrennen: 40. Platz |

### Reiten
- Nobutada Hiromatsu
Dressur, Mannschaft: 40. Platz

- Osamu Nakamata
Dressur, Einzel: 38. Platz

- Yoshihiro Nakano
Springen, Einzel: 34. Platz
Springen, Mannschaft: 11. Platz

- Ryuichi Obata
Springen, Mannschaft: 11. Platz

- Shuichi Toki
Springen, Einzel: DNF (Finale)
Springen, Mannschaft: 11. Platz

- Takashi Tomura
Springen, Einzel: 46. Platz
Springen, Mannschaft: 11. Platz

### Rhythmische Sportgymnastik
Frauen
- Erika Akiyama
Einzel: 13. Platz

- Hiroko Yamasaki
Einzel: 8. Platz

### Ringen
Männer
- Kōsei Akaishi
Federgewicht, Freistil: Silber

- Masaya Ando
Superschwergewicht, griechisch-römisch: 6. Platz

- Masaki Eto
Bantamgewicht, griechisch-römisch: Silber

- Yoshihiro Fujita
Schwergewicht, griechisch-römisch: 7. Platz

- Hiroshi Hase
Halbschwergewicht, griechisch-römisch: 2. Runde

- Naomi Higuchi
Weltergewicht, Freistil: 5. Platz

- Tamon Honda
Schwergewicht, Freistil: 5. Platz

- Takashi Irie
Halbfliegengewicht, Freistil: Silber

- Koichi Ishimori
Superschwergewicht, Freistil: 7. Platz

- Masakazu Kamimura
Leichtgewicht, Freistil: 4. Platz

- Atsuji Miyahara
Fliegengewicht, griechisch-römisch: Gold

- Yasutoshi Moriyama
Mittelgewicht, griechisch-römisch: 2. Runde

- Takahiro Mukai
Weltergewicht, griechisch-römisch: 2. Runde

- Hideyuki Nagashima
Mittelgewicht, Freistil: Silber

- Seiji Nemoto
Leichtgewicht, griechisch-römisch: 2. Runde

- Seiichi Osanai
Federgewicht, griechisch-römisch: 8. Platz

- Akira Ota
Halbschwergewicht, Freistil: Silber

- Ikuzo Saito
Halbfliegengewicht, griechisch-römisch: Bronze

- Yūji Takada
Fliegengewicht, Freistil: Bronze

- Hideaki Tomiyama
Bantamgewicht, Freistil: Gold

### Rudern
Männer
- Shunsuke Horiuchi
Einer: Hoffnungslauf

- Tadashi Abe, Shunsuke Kawamoto, Akihiro Koike, Hideaki Maeguchi & Satoru Miyoshi
Vierer mit Steuermann: 8. Platz

### Schießen
| Männer - Hiroyuki Akatsuka Schnellfeuerpistole: 23. Platz - Norito Chōsa Kleinkaliber, liegend: 43. Platz - Chikafumi Hirai Freie Pistole: 18. Platz - Takeo Kamachi Schnellfeuerpistole: Gold - Ryōhei Koba Luftgewehr: 18. Platz Kleinkaliber, Dreistellungskampf: 25. Platz - Kaoru Matsuo Luftgewehr: DNF Kleinkaliber, Dreistellungskampf: 35. Platz - Hiroyuki Nakajo Kleinkaliber, liegend: 17. Platz - Shigetoshi Tashiro Freie Pistole: 29. Platz | Offene Klasse - Eigen Hayashi Skeet: 41. Platz - Motoharu Hirano Trap: 11. Platz - Mikio Itakura Skeet: 13. Platz - Kazumi Watanabe Trap: 11. Platz | Frauen - Keiko Hirakawa Sportpistole: 23. Platz - Noriko Kosai Luftgewehr: 10. Platz Kleinkaliber, Dreistellungskampf: 11. Platz - Atsuko Sugimoto Sportpistole: 23. Platz |

### Schwimmen
| Männer - Shinji Ito 200 Meter Lagen: 10. Platz 400 Meter Lagen: 13. Platz - Shudo Kawawa 100 Meter Schmetterling: 24. Platz 200 Meter Schmetterling: 19. Platz - Shigeo Ogata 100 Meter Freistil: 33. Platz 200 Meter Freistil: 33. Platz 400 Meter Freistil: 22. Platz 4 × 100 Meter Freistil: 13. Platz 4 × 200 Meter Freistil: disqualifiziert im Vorlauf - Keisuke Okuno 400 Meter Freistil: 27. Platz 4 × 200 Meter Freistil: disqualifiziert im Vorlauf - Taihei Saka 4 × 100 Meter Freistil: 13. Platz 4 × 200 Meter Freistil: disqualifiziert im Vorlauf 100 Meter Schmetterling: 22. Platz 200 Meter Schmetterling: 9. Platz 4 × 100 Meter Lagen: 8. Platz - Hiroshi Sakamoto 200 Meter Freistil: 26. Platz 4 × 100 Meter Freistil: 13. Platz 4 × 200 Meter Freistil: disqualifiziert im Vorlauf 4 × 100 Meter Lagen: 8. Platz - Satoshi Sumida 100 Meter Freistil: 39. Platz 4 × 100 Meter Freistil: 13. Platz - Daichi Suzuki 100 Meter Rücken: 11. Platz 200 Meter Rücken: 16. Platz 4 × 100 Meter Lagen: 8. Platz - Shigehiro Takahashi 100 Meter Brust: 10. Platz 200 Meter Brust: 12. Platz 4 × 100 Meter Lagen: 8. Platz - Kenji Watanabe 100 Meter Brust: 27. Platz 200 Meter Brust: 15. Platz | Frauen - Takemi Ise 100 Meter Schmetterling: 14. Platz - Kaori Iwasaki 100 Meter Brust: 22. Platz 200 Meter Brust: 19. Platz - Hideka Koshimizu 200 Meter Lagen: 15. Platz 400 Meter Lagen: 14. Platz - Naoko Kume 200 Meter Schmetterling: 6. Platz 4 × 100 Meter Lagen: 7. Platz - Hiroko Nagasaki 100 Meter Freistil: 21. Platz 200 Meter Freistil: 13. Platz 100 Meter Brust: 6. Platz 200 Meter Brust: 4. Platz 4 × 100 Meter Lagen: 7. Platz - Chikako Nakamori 400 Meter Freistil: 14. Platz 4 × 100 Meter Freistil: 10. Platz - Miki Saito 4 × 100 Meter Freistil: 10. Platz - Junko Sakurai 400 Meter Freistil: 19. Platz 800 Meter Freistil: 18. Platz 4 × 100 Meter Freistil: 10. Platz - Naomi Sekido 100 Meter Rücken: 18. Platz 200 Meter Rücken: 14. Platz 4 × 100 Meter Lagen: 7. Platz - Nozomi Sunouchi 100 Meter Rücken: 23. Platz 200 Meter Rücken: 22. Platz - Kiyomi Takahashi 100 Meter Schmetterling: 11. Platz 200 Meter Schmetterling: 12. Platz - Kaori Yanase 100 Meter Freistil: 17. Platz 200 Meter Freistil: 16. Platz 4 × 100 Meter Freistil: 10. Platz 4 × 100 Meter Lagen: 7. Platz |

### Segeln
- Tsutomu Sato
Windsurfen: 16. Platz

- Yutaka Takagi & Satoru Yamamoto
470er: 11. Platz

- Saburo Sato & Tatsuya Wakinaga
Flying Dutchman: 14. Platz

- Takumi Fujiwara, Takaharu Hirozawa & Minoru Okita
Soling: 17. Platz

### Synchronschwimmen
Frauen
- Kazuno Fujiwara
Einzel: Vorrunde

- Saeko Kimura
Einzel: Vorrunde
Duett: Bronze

- Miwako Motoyoshi
Einzel: Bronze 
Duett: Bronze

### Turnen
| Männer - Kōji Gushiken Einzelmehrkampf: Gold Mannschaftsmehrkampf: Bronze Boden: 8. Platz Pferd: Silber Barren: 5. Platz Reck: Bronze Ringe: Gold Seitpferd: 21. Platz in der Qualifikation - Noritoshi Hirata Einzelmehrkampf: 9. Platz Mannschaftsmehrkampf: Bronze Boden: 30. Platz Pferd: 32. Platz in der Qualifikation Barren: 14. Platz in der Qualifikation Reck: 12. Platz in der Qualifikation Ringe: 25. Platz in der Qualifikation Seitpferd: 16. Platz in der Qualifikation - Noboyuki Kajitani Einzelmehrkampf: 8. Platz Mannschaftsmehrkampf: Bronze Boden: 36. Platz in der Qualifikation Pferd: 16. Platz in der Qualifikation Barren: Silber Reck: 37. Platz in der Qualifikation Ringe: 9. Platz in der Qualifikation Seitpferd: 6. Platz - Shinji Morisue Einzelmehrkampf: 16. Platz in der Qualifikation Mannschaftsmehrkampf: Bronze Boden: 13. Platz in der Qualifikation Pferd: Silber Barren: 35. Platz in der Qualifikation Reck: Gold Ringe: 33. Platz in der Qualifikation Seitpferd: 34. Platz in der Qualifikation - Kōji Sotomura Einzelmehrkampf: 25. Platz in der Qualifikation Mannschaftsmehrkampf: Bronze Boden: Bronze Pferd: 25. Platz in der Qualifikation Barren: 31. Platz in der Qualifikation Reck: 25. Platz in der Qualifikation Ringe: 30. Platz in der Qualifikation Seitpferd: 43. Platz in der Qualifikation - Kyōji Yamawaki Einzelmehrkampf: 29. Platz in der Qualifikation Mannschaftsmehrkampf: Bronze Boden: 9. Platz in der Qualifikation Pferd: 16. Platz in der Qualifikation Barren: 15. Platz in der Qualifikation Reck: 45. Platz in der Qualifikation Ringe: 6. Platz Seitpferd: 65. Platz in der Qualifikation | Frauen - Tokie Kawase Einzelmehrkampf: 31. Platz in der Qualifikation Mannschaftsmehrkampf: 6. Platz Boden: 26. Platz in der Qualifikation Pferd: 21. Platz in der Qualifikation Stufenbarren: 36. Platz in der Qualifikation Schwebebalken: 48. Platz in der Qualifikation - Noriko Mochizuki Einzelmehrkampf: 16. Platz Mannschaftsmehrkampf: 6. Platz Boden: 26. Platz in der Qualifikation Pferd: 21. Platz in der Qualifikation Stufenbarren: 7. Platz Schwebebalken: 39. Platz in der Qualifikation - Maiko Morio Einzelmehrkampf: 11. Platz Mannschaftsmehrkampf: 6. Platz Boden: 7. Platz Pferd: 34. Platz in der Qualifikation Stufenbarren: 34. Platz in der Qualifikation Schwebebalken: 21. Platz in der Qualifikation - Chihiro Oyagi Einzelmehrkampf: 18. Platz Mannschaftsmehrkampf: 6. Platz Boden: 30. Platz in der Qualifikation Pferd: 45. Platz in der Qualifikation Stufenbarren: 27. Platz in der Qualifikation Schwebebalken: 43. Platz in der Qualifikation - Sae Watanabe Einzelmehrkampf: 47. Platz in der Qualifikation Mannschaftsmehrkampf: 6. Platz Boden: 23. Platz in der Qualifikation Pferd: 61. Platz in der Qualifikation Stufenbarren: 54. Platz in der Qualifikation Schwebebalken: 32. Platz in der Qualifikation - Ayami Yukimori Einzelmehrkampf: 45. Platz in der Qualifikation Mannschaftsmehrkampf: 6. Platz Boden: 35. Platz in der Qualifikation Pferd: 50. Platz in der Qualifikation Stufenbarren: 58. Platz in der Qualifikation Schwebebalken: 21. Platz in der Qualifikation |

### Volleyball
| Männer - 7. Platz - Kader Yasushi Furukawa Akihiro Iwashima Minoru Iwata Shunichi Kawai Kazuya Mitake Eizaburo Mitsuhashi Hiroaki Okuno Eiji Shimomura (wegen Doping disqualifiziert) Koshi Sobu Kimio Sugimoto Mikiyasu Tanaka (wegen Doping disqualifiziert) Shuji Yamada | Frauen - Bronze - Kader Yumi Egami Norie Hiro Miyoko Hirose Kyoko Ishida Yoko Kagabu Yuko Mitsuya Miyajima Keiko Kimie Morita Kumi Nakada Emiko Odaka Sachiko Otani Kayoko Sugiyama |

### Wasserball
Männer
- 11. Platz

- Kader
Koshi Fujimori
Etsuji Fujita
Toshio Fukumoto
Daisuke Houki
Shingo Kai
Toshiyuki Miyahara
Hisayoshi Nagata
Asami Oura
Hisaharu Saito
Yoshifumi Saito
Narihito Taima
Koji Wakayoshi
Shinji Yamasaki

### Wasserspringen
| Männer - Masashi Nakashima Turmspringen: 15. Platz in der Qualifikation - Isao Yamagishi Kunstspringen: 25. Platz in der Qualifikation Turmspringen: 17. Platz in der Qualifikation | Frauen - Yoshino Mabuchi Turmspringen: 9. Platz |